# Trinux
Trinux (poi ubuntutrinux) è stata una distribuzione derivata da Ubuntu basata sul ramdisk che è stata sviluppata dal 1998 al 2003. Gira interamente in RAM (sono richiesti almeno 12Mb) e si avvia da 2 o 3 floppy disk o da una partizione dos/fat. Trinux contiene i più popolari strumenti software per il monitoraggio ed il troubleshooting di reti TCP/IP. 
La sua caratteristica è quella di essere uno strumento orientato alla sicurezza delle reti. È ora abandonware.